# Ēriks Rags
Ēriks Rags (Ventspils, 1 juni 1975) is een Letse atleet, die gespecialiseerd is in het speerwerpen. Hij werd meervoudig Lets kampioen op dit onderdeel. Ook nam hij driemaal deel aan de Olympische Spelen, maar won hierbij geen medailles.

## Biografie
Zijn eerste succes bij het speerwerpen boekte Rags in 1997 met het winnen van een gouden medaille op de Letse kampioenschappen. In datzelfde jaar maakte hij zijn internationale debuut bij de wereldkampioenschappen atletiek 1997 in Athene, maar sneuvelde hierbij in de kwalificatieronde. Twee jaar later won hij het speerwerpen op de Universiade en werd hij met 84,64 tiende bij de wereldkampioenschappen atletiek 1999 in Sevilla. Het jaar erop maakte hij zijn olympische debuut bij de Olympische Spelen van Sydney. Hierbij sneuvelde hij in de kwalificatieronde met een beste poging van 79,33 m.
Op 22 juli 2001 verbeterde hij bij een atletiekwedstrijd in Londen zijn persoonlijk record tot 86,47 m. Op het EK 2002 in München gaf hij blijk van zijn kunnen en miste hij met 84,07 en een vierde plaats op een haar na het podium. Op de Olympische Spelen van 2004 in Athene verging het beter dan bij zijn olympisch debuut. Hij drong door tot de finale en behaalde hier met 83,14 m een zevende plaats.
In 2006 werd Rags tweede op de Memorial Van Damme in Brussel met een worp van 81,26 m. Op de Olympische Spelen van 2008 in Peking kwam hij niet verder dan 79,33 en kwam hiermee niet verder dan de kwalificatieronde.
Hij is aangesloten bij Ventspils OK.

## Titels
- Lets kampioen speerwerpen - 1997, 1999, 2000, 2001, 2002, 2003, 2006

## Persoonlijk record
| Onderdeel   | Tijd    | Datum        | Plaats |
| ----------- | ------- | ------------ | ------ |
| speerwerpen | 86,47 m | 22 juli 2001 | Londen |

## Palmares

### speerwerpen
Kampioenschappen
- 1999:  Universiade - 83,78 m
- 1999: 10e WK - 81,64 m
- 2001:  Universiade - 82,72 m
- 2001: 8e WK - 82,82 m
- 2001:  Grand Prix Finale - 85,75 m
- 2002: 4e EK - 84,07 m
- 2003: 8e Wereldatletiekfinale - 72,20 m
- 2004: 7e OS - 83,14 m
- 2004: 9e Wereldatletiekfinale - 72,67 m
- 2005: 6e WK - 78,77 m
- 2005: 6e Wereldatletiekfinale - 79,86 m
- 2006: 9e EK - 79,51 m
- 2006: 7e Wereldatletiekfinale - 81,42 m
- 2007: 11e WK - 80,01 m
- 2007: 5e Wereldatletiekfinale - 77,40 m
- 2008: 4e Wereldatletiekfinale - 80,78 m
- 2009: 8e Wereldatletiekfinale - 74,93 m

Golden League-podiumplaatsen
- 2003:  Meeting Gaz de France - 84,70 m
- 2006:  Memorial Van Damme - 81,26 m
- 2008:  Golden Gala - 83,45 m

## Prestatieontwikkeling
| Jaar        | 1997  | 1998  | 1999  | 2000  | 2001  | 2002  | 2003  | 2004  | 2005  | 2006  | 2007  | 2008  |
| Afstand (m) | 75,06 | 80,56 | 83,78 | 83,61 | 86,47 | 86,44 | 86,32 | 85,83 | 82,35 | 85,99 | 83,35 | 85,05 |